# Ranspach-le-Bas
Ranspach-le-Bas là một xã ở tỉnh Haut-Rhin trong vùng Grand Est ở đông bắc Pháp. Xã này có diện tích 4,43 km², dân số năm 1999 là 671 người. Khu vực này có độ cao 325 mét trên mực nước biển.